# Kelly Vázquez
Kelly Johana Vázquez Tovar – meksykańska zapaśniczka w stylu wolnym. Brązowa medalistka mistrzostw panamerykańskich w 2014 roku.